# Aureocramboides mopsos
Aureocramboides mopsos là một loài bướm đêm trong họ Crambidae.